# مقياس الحرارة الكحولي

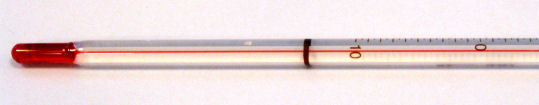
مقياس الحرارة الكحولي

مقياس الحرارة الكحولي هو بديل لمقياس الحرارة الزئبقي الزجاجي ولديه وظائف مماثلة وخلافا لميزان الحرارة الزئبقي الزجاجي، محتويات الحرارة الكحولية هي أقل سمية وسوف تتبخر بسرعة بعيدا إلى حد ما.